# 成嶋隆
成嶋 隆（なるしま たかし、1948年 - ）は、日本の法学者。専門は、憲法学・教育法学。新潟大学名誉教授。獨協大学教授。日本教育法学会会長。日本公法学会理事。

## 人物・経歴
茨城県生まれ。1978年一橋大学大学院法学研究科博士後期課程単位取得退学。指導教官は杉原泰雄。また、大学在学中一橋大学管弦楽団でコントラバスを担当。管弦楽団同期のコントラバス奏者河原泰則とともに学生運動に参加するなどした。フランス在住のピアニスト成嶋志保は娘で、その夫はフランス人国家公務員。
1978年新潟大学法文学部講師。パリ留学や、新潟大学法学部助教授、同教授を経て、2006年新潟大学大学院実務法学研究科教授。2009年日本公法学会理事。2013年新潟大学定年退職、獨協大学法学部教授、新潟大学名誉教授。2015年から市川須美子獨協大学法学部教授の後任として日本教育法学会会長を務めた。
専攻は憲法、教育法で、教科用図書検定や教科書採択のあり方、道徳教育の教科化などへの批判を行う。参議院教育基本法に関する特別委員会参考人、安保法制の廃止と立憲主義の回復を求める市民連合＠新潟共同代表なども務めた。

## 著書
- 『教科書裁判と憲法学』学陽書房 1990年
- 『教育法学と子どもの人権』三省堂 1998年
- 『教育基本法改正批判』日本評論社 2004年